# Сергієвка (Сакмарський район)
Сергі́євка (рос. Сергеевка) — село у складі Сакмарського району Оренбурзької області, Росія.

## Населення
Населення — 3 особи (2010; 2 у 2002).
Національний склад (станом на 2002 рік):
- росіяни — 100 %